# Rejon nachimowski
Rejon nachimowski (ukr. Нахімовський район) – jeden z czterech rejonów Sewastopola.
Został utworzony 24 kwietnia 1957 z połączenia rejonu piwnicznego i korabelnego. Posiada powierzchnię około 231 km², i liczy ponad 110 tysięcy mieszkańców. 
W skład rejonu wchodzi 1 osiedlowa rada (Kacza) i 2 silskie rady, obejmujące 12 wsi i 1 osadę.